# Dendrocalamus strictus
Dendrocalamus strictus is een plantensoort uit de grassenfamilie (Poaceae). De soort komt voor op het Indisch subcontinent en in Indochina. Het is een hoge lange dofgroen gekleurde bamboesoort die struikvormig groeit en een hoogte bereikt van 6 tot 18 meter. 